# Smaïn Lamari
Pour les articles homonymes, voir Lamari.
 (janvier 2014).
Si vous disposez d'ouvrages ou d'articles de référence ou si vous connaissez des sites web de qualité traitant du thème abordé ici, merci de compléter l'article en donnant les références utiles à sa vérifiabilité et en les liant à la section « Notes et références ».
Smaïn Lamari, né le 1er juin 1941 à El-Harrach (banlieue d'Alger) et mort le 27 août 2007 à Alger, est un militaire algérien, général-major et patron de la Direction du contre-espionnage (DCE), l'une des trois branches du DRS. Des années 1980, à sa mort, il est l'un des hommes les plus influents du régime algérien.

## Biographie
Smaïn Lamari entre dans la police en 1962, après l'indépendance. Il s'engage ensuite dans la Marine puis suit une formation militaire en URSS au terme de laquelle il est nommé sous-lieutenant. Il intègre les renseignements en 1966 et commence une ascension régulière qui le conduira au grade de général-major chargé de la Direction du Contre Espionnage (DCE).
Responsable du contre-espionnage et membre de la lutte contre le terrorisme, il est proche du général de corps d'armée Mohamed Mediène, plus connu sous le pseudonyme de « Toufik », patron du DRS, les services de renseignement algériens ainsi que Yves bonnet, ancien patron de la DST Française.
Avec Toufik et le général Khaled Nezzar il s'oppose en 1991 à l'arrivée au pouvoir du Front islamique du salut (FIS) en soutenant l'interruption du processus électoral.
À partir de 1992, à la tête de la Direction du contre-espionnage intérieur et extérieur (DCE, l'une des trois branches du DRS), il va jouer un rôle clé dans la répression des opposants et de toute personne se mettant en travers du haut commandement militaire.
En juin 1992, c'est un de ses hommes, Lembarek Boumaarafi, qui assassine le président Boudiaf. Smain Lamari joua également un rôle clé dans l'infiltration et la manipulation du terrorisme islamiste.
Entre 1992 et 1996 il créera aussi une puissante structure de renseignement qui échappera au contrôle de l'autorité du ministère de la défense et de la présidence de la république. Elle sera chargée à ce moment-là, de traiter dans la plus grande autonomie le renseignement intérieur et extérieur global se rapportant à certains dossiers relevant de son ressort. Il nommera à la tête de l'un des réseaux que compte cette structure, des agents du contre-espionnage, sous-officiers de la division du renseignement opérationnel global, service (action, infiltration et opérations spéciales) dépendants exclusivement de son cabinet. Ce même réseau qui fera tomber par la suite l'ancien directeur central des investigations du DCE le colonel Samraoui Mohamed dit "Habib" soupçonné de délit d'intelligence et de subversion, dont l'épilogue verra sa fin dans un feuilleton mouvementé qui défraya la chronique Algérienne en 2012. D'autres réseaux affiliés à la même structure virent le jour en même temps avec pour mission l'infiltration et la destruction des groupes islamistes armés.
Dans les salons fermés des résidences officielles d'Alger, le général Smain se vantait ainsi d'avoir "bien en main" Djamel Zitouni, "chef du GIA" qui assuma médiatiquement de nombreux crimes et attentats contre la France, comme l'assassinat de cinq français à Alger en aout 1994, le détournement d'un Airbus d'Air France en décembre 1994, les attentats de  Paris à l'été 1995 (10 morts, 200 blessés), ou l'enlèvement et l'assassinat des moines de Tibhirine au printemps 1996.
À partir de 2000, il joue un rôle important dans les négociations entre l'armée algérienne et l'armée islamique du salut (AIS), bras armé du FIS, qui vont déboucher sur la reddition des maquisards de l'AIS et la politique de concorde civile du président Abdelaziz Bouteflika.
Homme de l'ombre, secret (sa photo n'a jamais été publiée dans la presse algérienne), il est un des hommes forts du pouvoir. Il meurt le 27 août 2007 des suites d'une maladie pour laquelle il était suivi à l'hôpital militaire d'Aïn Naadja. Il est inhumé au cimetière d'El Alia à El Harrach.

## Décorations
- Athir de l'ordre du Mérite national d'Algérie.